# Wabasso Beach, Florida
Wabasso Beach, Florida (енгл. Wabasso Beach) насељено је место без административног статуса у америчкој савезној држави Флорида.

## Демографија
По попису из 2010. године број становника је 1.853, што је 778 (72,4%) становника више него 2000. године.
| Група             | 2000.         | 2010.         |
| Белци             | 1.055 (98,1%) | 1.801 (97,2%) |
| Афроамериканци    | 1 (0,1%)      | 3 (0,2%)      |
| Азијати           | 2 (0,2%)      | 12 (0,6%)     |
| Хиспаноамериканци | 11 (1,0%)     | 31 (1,7%)     |
| Укупно            | 1.075         | 1.853         |